# Alexander Demandt
Alexander Demandt, född den 6 juni 1937 i Marburg, är en tysk historiker och kulturforskare, son till Karl Ernst Demandt. 
Demandt studerade historia och latinsk filologi på universiteten i Tübingen, München och Marburg. Han skrev sin doktorsavhandling över temat Samtidskritik och historiebild hos Ammianus Marcellinus. Senare undervisade han i Frankfurt am Main och Konstanz, och 1970 tog han examen i undervisningsfärdighet över ämnet Magister militum.
Demandt var från 1974 till 2005 professor i antikens historia vid Freie Universität Berlin. Tyngdpunkten i hans arbete ligger i den romerska världen och särskilt i senantiken. Dessutom sysselsätter han sig med fenomenet nedgångstider i historien (med kulturvandalism), historieteori, historiefilosofi och med vetenskapshistoria.